# Pineda de Mar
Pineda de Mar is een gemeente in de Spaanse provincie Barcelona in de regio Catalonië met een oppervlakte van 10 km². Pineda de Mar telt 26.240 inwoners (1 januari 2016). Het is een bekende badplaats in de comarca Maresme, tussen Calella en Santa Susanna.
De RENFE-spoorbaan en hoofdweg N-II lopen dwars door het stadje, dat in het centrum meerdere historische gebouwen telt uit de 17e - 19e eeuw. Van een oud Romeins aquaduct zijn nog vier bogen overgebleven. Aan de zuidkant van het stadje mondt de rivier de Pineda uit in de Middellandse Zee.

## Demografische ontwikkeling
Bron: INE; 1857-2011: volkstellingen

## Bekende personen uit Pineda de Mar
- Joan Coromines i Vigneaux (1905-1997), taalkundige en lexicograaf
- Pere Aragonès i Garcia (1982), politicus